# Mallocera amazonica
Mallocera amazonica là một loài bọ cánh cứng trong họ Cerambycidae.